# フローラの王国
『フローラの王国』（フローラのおうこく、独: Das Reich der Flora、英: The Empire of Flora）は、17世紀フランスの巨匠ニコラ・プッサンが1631年にキャンバス上に油彩で制作した絵画である。ファブリツィオ・ヴァルグァルネラ (Fabrizio Valguarnera) が『アシドドのペスト』 (1630年ごろ、ルーヴル美術館、パリ) を入手して数か月後、プッサンに依頼した。同じく花の女神フローラを描いた『フローラの勝利』 (ルーヴル美術館、パリ) より3、4年後に描かれている。作品は現在、ドレスデンのアルテ・マイスター絵画館に所蔵されている。

## 作品
オウディウスの『変身物語』 (第5巻) で、花の女神フローラは自身の庭が「そよ風にゆすられ、ほとばしる泉の水に浸されている」と述べている。この庭は彼女の夫である西風のゼピュロスからの贈り物で、彼は「その園を気高い花々 (そのなかのあるものは、花々に変形した人間たち) であふれさせて、『女神よ、花々の女王たれ』といった」。
本作の場面の庭は四角で、二方が開放的なアーチ型のつる棚に囲まれている。この棚は、フォンテーヌブロー派の版画から採られたモティーフに違いない。画面中央左寄りの岩からは、『変身物語』に記述されている通り、岩から花々をよみがえらせる泉の水がほとばしりでている。

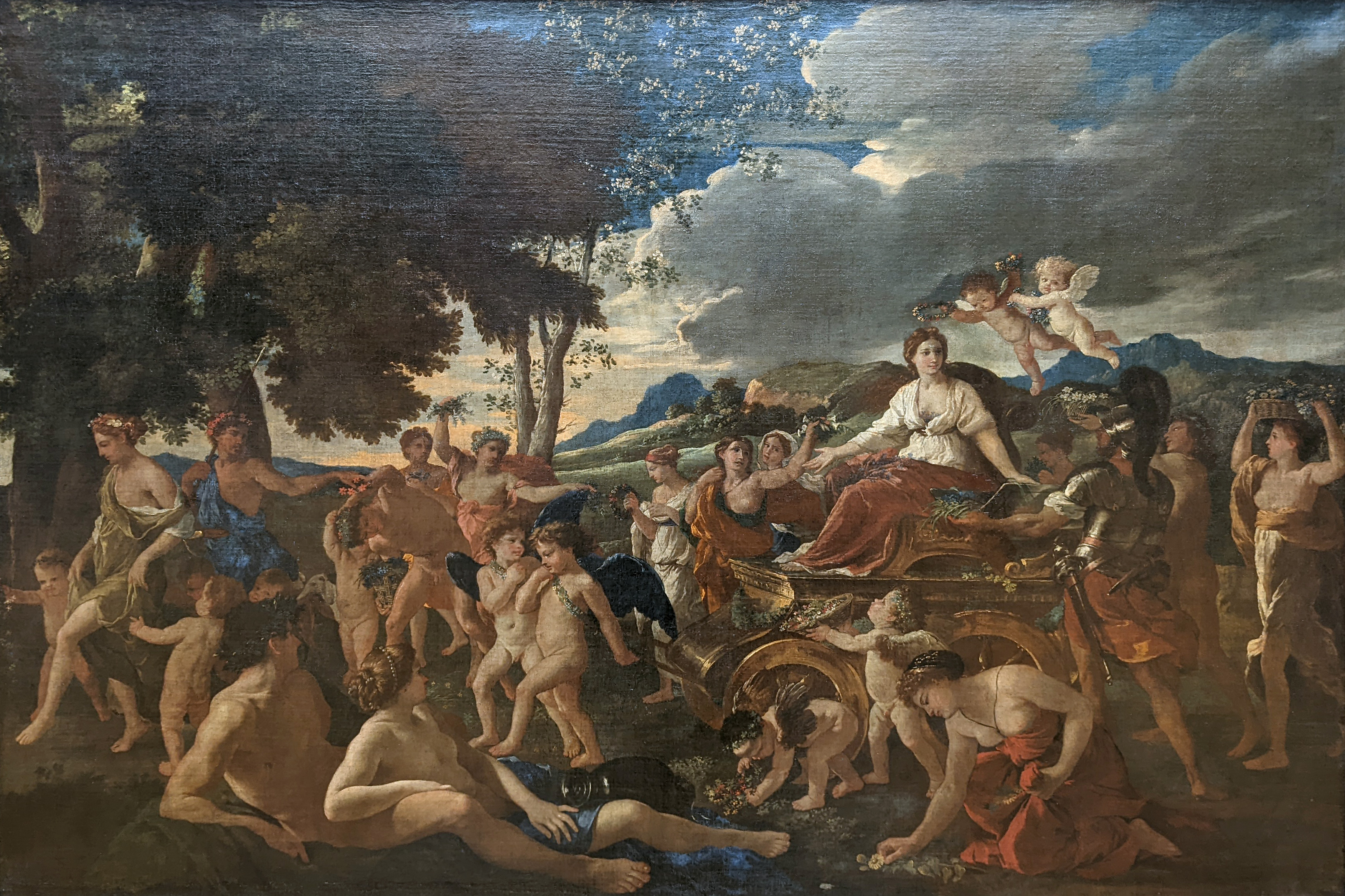
ニコラ・プッサン『フローラの勝利』 (1627年ごろ)、ルーヴル美術館、 パリ

17世紀イタリアの美術理論家ジョヴァンニ・ピエトロ・ベッローリは本作を『花々の変形』と呼んでいるが、画面には花に変形したギリシア神話登場人物たちが描かれている。彼らは、つる棚と岩に囲まれた空間に優美に配置されている。オリーヴ・グリーンの衣服を纏ったフローラは中央で4人のプットに取り囲まれ、花々をまき散らしながら踊っている。前景左端にはヘルメットを被った裸体のアイアスがおり、自身の剣の上に伏して死のうとしている。アイアスが変身するカーネーションがその足元に見える。彼の右側では、ナルキッソスが水の精の抱える壺の水に映る自身の姿を見つめている。彼は自身に恋をした結果、衰弱死し、スイセンに変わってしまう。画面右端には槍を持ち、猟犬を連れたアドニスがおり、イノシシに突かれた腿の傷を指している。その傷からは赤いアネモネが芽生えているが、彼は死後、アネモネに変身するのである。アドニスの左隣にはヒュアキントスがおり、アポローンと競技をしているときに受けた頭の致命傷に手を当てている。彼が手に持つのは、彼が変身することになる青いヒヤシンスである。アドニスとヒュアキントスの手前には、クロッカスとイチイに変身するクロクスと羊飼いの女スミラックスがいる。
この絵画は、同じくフローラを描いた数年前の『フローラの勝利』に比べ、人物の描線は洗練され、彩色もさらに湿潤で複雑微妙な趣を見せている。『フローラの勝利』に見られたティツィアーノ風の色彩は、本作ではもっと控えめな、全体として統制のとれた色調に変わっている。また、構成も、もはやレリーフのような層に分かたれてはいない。